# Susanne Homann
Susanne Homann (* 3. Juni 1866 in Kiel; † 6. März 1923 in Darmstadt) war eine deutsche Berufsfotografin und Verlegerin, die durch Porträt- und Architektur-Aufnahmen bekannt wurde. Vor allem ihre als Ansichtskarten verlegten Aufnahmen historischer Bauwerke in ganz Deutschland sind teilweise wichtige Bilddokumente für Bauforschung und Architekturgeschichte.

## Leben und Werk
Homann lebte ab 1899 in Darmstadt und übte zunächst den Beruf einer Hebamme aus. Parallel dazu betätigte sie sich spätestens ab 1904 als professionelle Fotografin. Wie sie zu diesem zweiten Beruf kam, ist unklar. Zeitgenössischen Adressbuch-Einträgen zufolge gab sie die Tätigkeit als Hebamme um 1913 ganz auf, ihr Fotoatelier betrieb sie unter der Bezeichnung Werkstätte für moderne Lichtbildkunst.

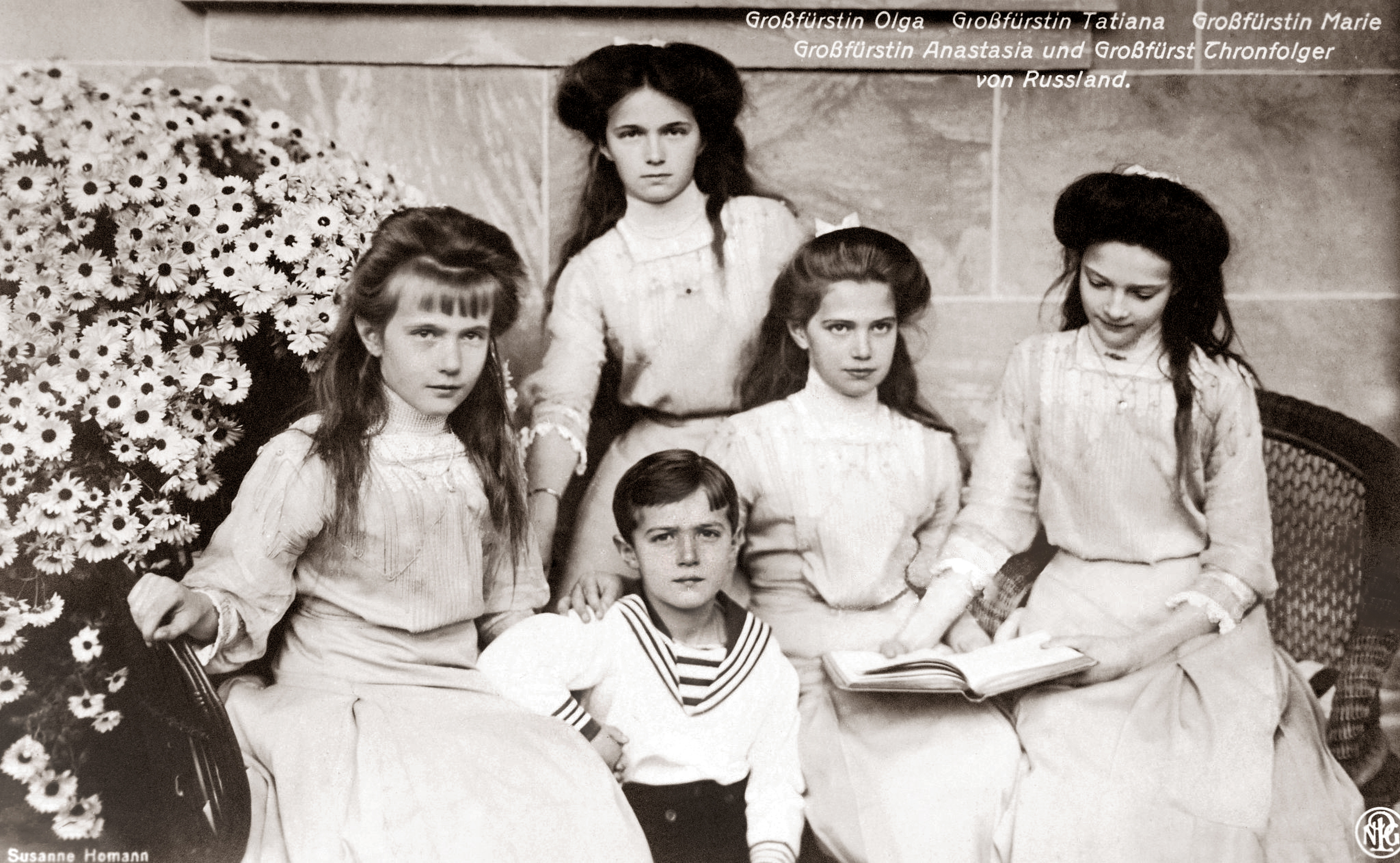
Die fünf Kinder des russischen Zaren Nikolaus II. zu Besuch bei der großherzoglichen Verwandtschaft in Darmstadt, Foto von Susanne Homann (1910)

Ihre Fähigkeiten und ihr Renommee brachten ihr spätestens 1908 einen ersten offiziellen Auftrag des großherzoglichen Hauses ein, als sie den Besuch der Großherzogin Eleonore in einem Säuglingsheim in Darmstadt fotografierte. Für das Jahr 1909 ist eine Aufnahme von Großherzog Ernst Ludwig und seinen beiden Söhnen mit informellem Charakter überliefert. Beide Aufnahmen wurden als Ansichtskarten gedruckt und verkauft.
Den Direktvertrieb der nach ihren Fotografien produzierten Ansichtskarten erledigte sie selbst, während spätestens 1911 der Leipziger Kommissionsverlag F. Volckmar den Vertrieb über den Buchhandel übernahm. 1910 und 1911 gab sie z. B. zwei Ansichtskarten-Serien nach Fotografien von Grabmälern des Dresdner Eliasfriedhofs heraus, durch die kunsthistorisch und stadtgeschichtlich bedeutende Objekte auf dem 1876 geschlossenen und seit dem 14. Juli 1920 aus verkehrs- und sicherheitspolizeilichen Gründen wegen Baufälligkeit nicht mehr öffentlich zugänglichen Friedhof dokumentiert sind.
Ihre Architekturfotografien wurden nicht nur als Postkarten, sondern auch als Fotohefte (Jugendstilbäder in Bad Nauheim und Erweiterung des Markgrafenbades Badenweiler) herausgegeben sowie in Bildbänden veröffentlicht.
Für ihre Wertschätzung durch Architekten scheint auch zu sprechen, dass sie Anfang Februar 1922 die Aufbahrung und die Trauerfeier des verstorbenen Darmstädter Architektur-Professors Friedrich Pützer fotografierte.

Wegen des schon zu ihren Lebzeiten anerkannten dokumentarischen Wertes ihrer Aufnahmen wurde ihr beruflicher Nachlass 1923/1924 vom Volksstaat Hessen übernommen, die darin noch vorhandenen Ansichtskarten-Serien wurden von der Hessischen Bildstelle vertrieben – darunter die Serien „Maulbronn“, „Fränkische Fachwerkbauten“, „Oberhessische Bauernhäuser“, „Westerwald“, „Barmen“, „Elberfeld“, „Coburg“, „Trier“, „Dinkelsbühl“, „Nördlingen“, „Köln“, „Donauwörth“, „Regensburg“, „Dresden“, „Augsburg“, „Potsdam“, „Marburg“, „Bacharach“, „Oberwesel“ u. a. 

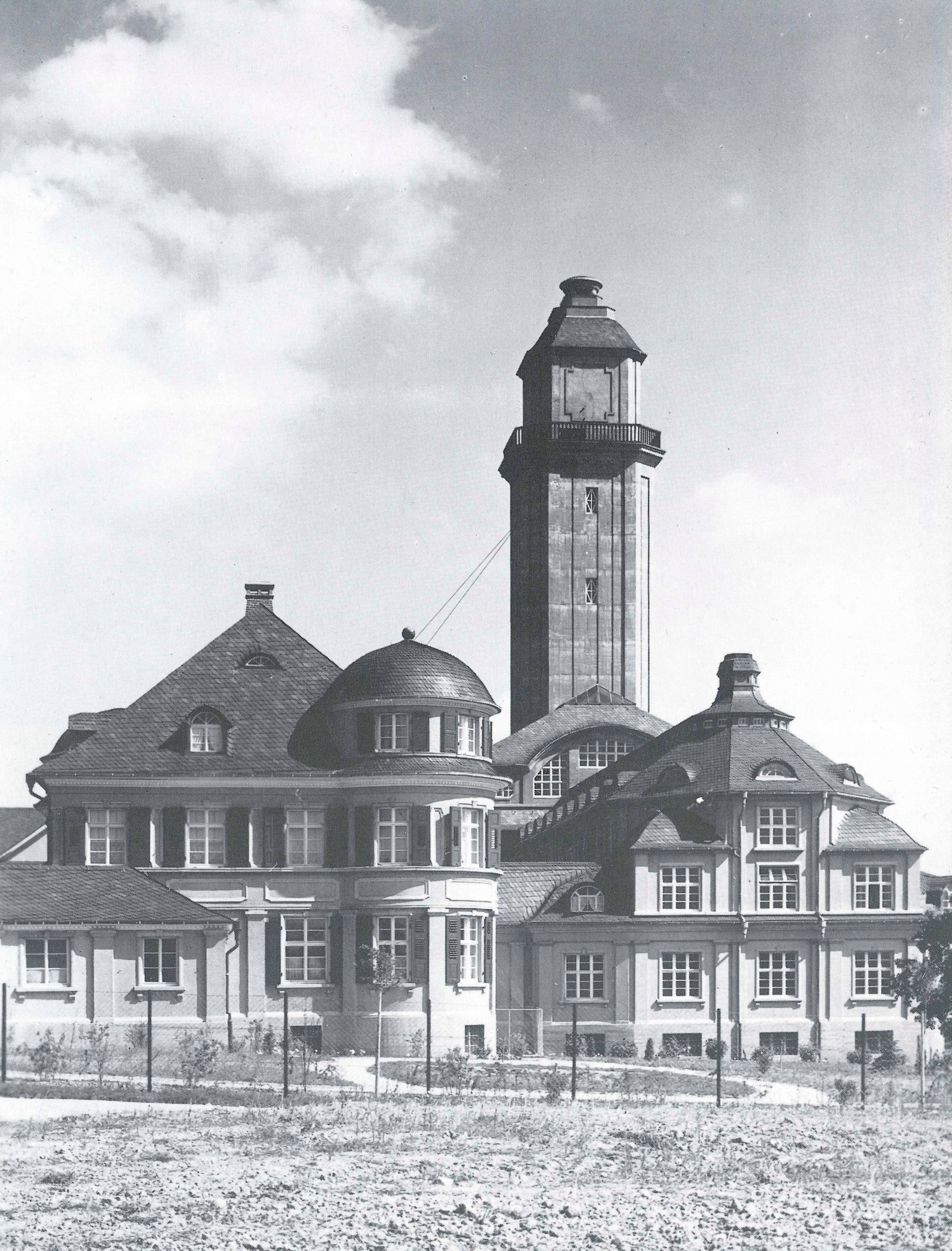
Altes Bergwerk der Grube Amalienhöhe, Zechenhaus Förderturm der neobarocken Gebäudegruppe, Foto von Susanne Homann (1920)

Die Ausstellung „Susanne Homann – ein moderner Lebensweg um 1900“ sowie eine Begleitbroschüre befassten sich 2023 mit dem Leben und Werk der Fotografin.